# Breza (Slowakei)
Breza ist eine Gemeinde im äußersten Norden der Slowakei mit 1639 Einwohnern (Stand 31. Dezember 2024) und gehört zum Okres Námestovo innerhalb des Žilinský kraj.

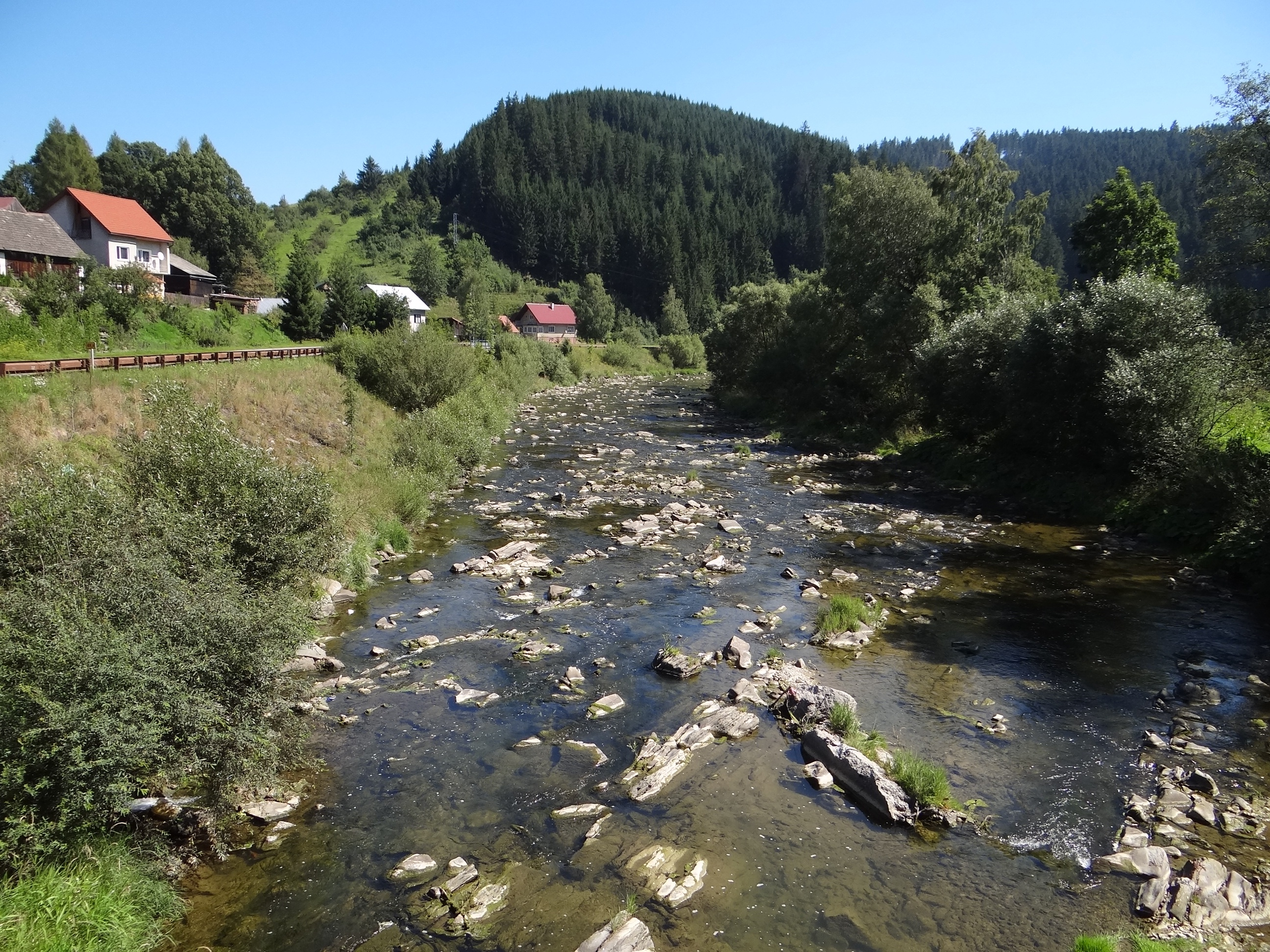

## Geographie
Die Gemeinde befindet sich im Bergland Podbeskydská vrchovina an der Biela Orava beim Zusammenfluss mit der Mútňanka sowie der Kýčera. Das Gemeindegebiet ist ziemlich gebirgig und insbesondere im Nordteil dicht bewaldet; die Höhe variiert von 630 m n.m. bis 1051 m n.m. Das Ortszentrum liegt auf einer Höhe von 660 m n.m. und ist zehn Kilometer von Námestovo entfernt.
Nachbargemeinden sind Beňadovo im Norden, Lokca im Osten und Südosten, Vasiľov im Süden und Krušetnica im Westen.

## Geschichte
Der Ort wurde während der walachischen Kolonisierung des Gebietes gegründet und wurde zum ersten Mal 1593 als Breza schriftlich erwähnt. Das Dorf gehörte zum Herrschaftsgut der Arwaburg, von erblichen Vögten verwaltet und soll nach einem Birkenhain benannt sein. Wie bei vielen anderen Orten der Gegend ist die frühe Geschichte eng mit dem Geschlecht Thurzo verbunden. 1619 wird eine Mühle und eine Säge erwähnt, dennoch wurde das Dorf während der Kuruzzenkriege mehrmals verwüstet. 1828 zählte man 171 Häuser und 1.180 Einwohner, die in Viehzucht, als Weber, Hersteller von Holzgeschirr, aber auch als landwirtschaftliche Saisonarbeiter beschäftigt waren; trotzdem war Arbeitslosigkeit und Armut verbreitet, sodass es zu mehreren Auswanderungswellen, insbesondere nach Nord- und Südamerika kam. 1831 und 1873 gab es Choleraepidemien.
Bis 1918 gehörte der im Komitat Arwa liegende Ort zum Königreich Ungarn und kam danach zur Tschechoslowakei beziehungsweise heute Slowakei. Nach dem Zweiten Weltkrieg wurde Breza elektrifiziert sowie an öffentliche Wasserversorgung angeschlossen und es kam zum Ausbau öffentlicher Einrichtungen, wie z. B. neue Grundschule, Kulturhaus (in der Aktion Z entstanden) und Gesundheitszentrum.

## Bevölkerung
| Jahr                | 1994 | 2004    | 2014    | 2024    |
| ------------------- | ---- | ------- | ------- | ------- |
| Anzahl der Personen | 1396 | 1513    | 1604    | 1639    |
| Unterschied         |      | +8,38 % | +6,01 % | +2,18 % |

| Jahr                | 2023 | 2024    |
| ------------------- | ---- | ------- |
| Anzahl der Personen | 1636 | 1639    |
| Unterschied         |      | +0,18 % |

Gemäß der Volkszählung 2011 wohnten in Breza 1572 Einwohner, davon 1557 Slowaken, fünf Tschechen und ein Pole. Neun Einwohner machten keine Angabe. 1527 Einwohner gehörten zur römisch-katholischen Kirche, drei Einwohner zur evangelischen Kirche A. B. und ein Einwohner zur griechisch-katholischen Kirche. 17 Einwohner waren konfessionslos und bei 24 Einwohnern ist die Konfession nicht ermittelt.
Ergebnisse nach der Volkszählung 2001 (1468 Einwohner):
| Nach Ethnie: - 99,52 % Slowaken - 0,34 % Tschechen - 0,07 % Polen | Nach Konfession: - 98,37 % römisch-katholisch - 0,75 % konfessionslos - 0,68 % keine Angabe - 0,20 % evangelisch |

## Sehenswürdigkeiten
- römisch-katholische Kirche aus dem Jahr 1810
- Kapelle im klassizistischen Stil am Friedhof